# 凤爪

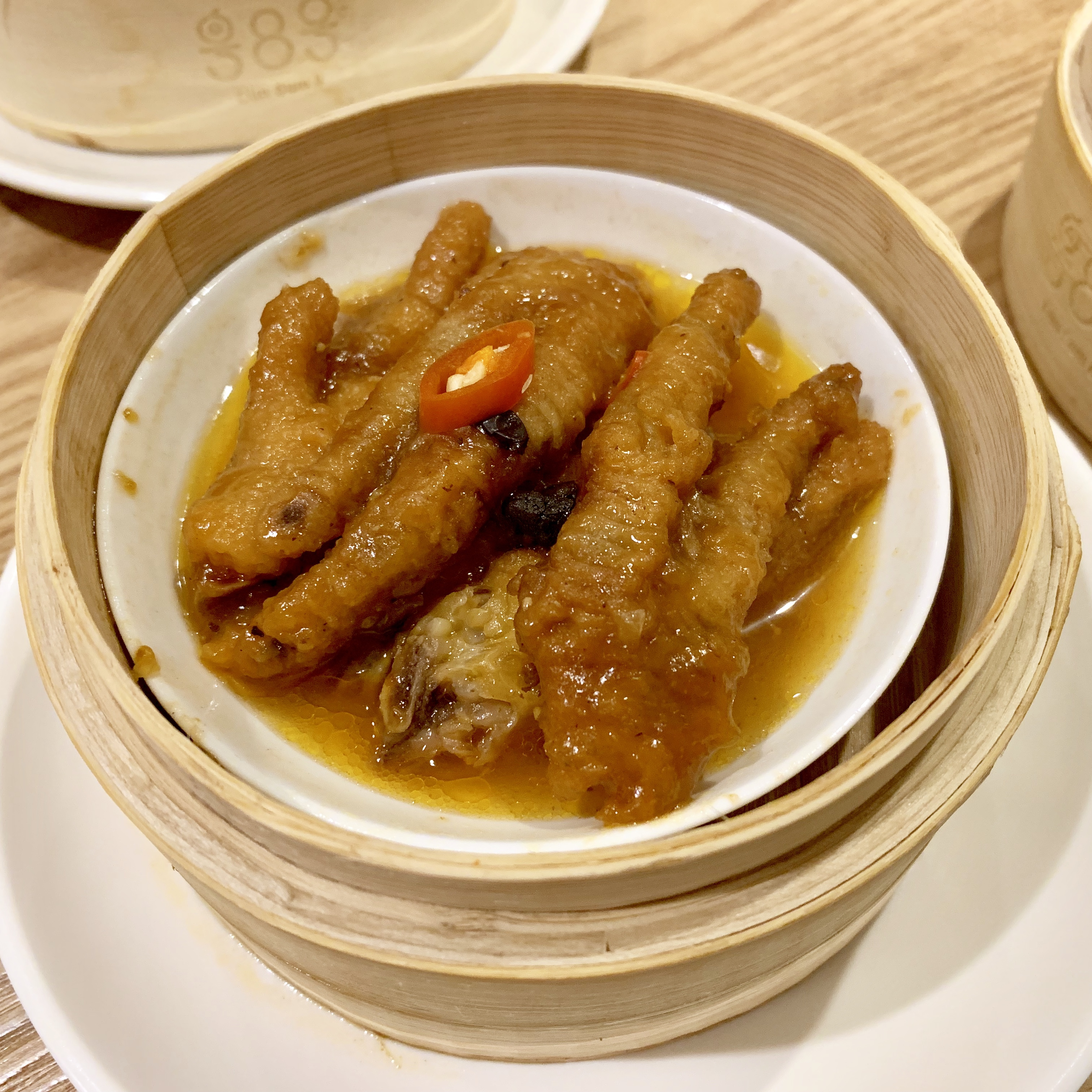
醬汁蒸鳳爪

鳳爪，等於是雞爪，廣東文化中常用“鳳”來代替“雞”一字，一般是把雞的爪，經過烹製，作為小吃。但是在台灣，雞爪指的是未經去骨的，而鳳爪是加工去骨的。所以一般市售雞爪和鳳爪的價格也是有落差的。鳳爪因為加工過，售價比雞爪貴一些。
“鳳爪”在廣東茶樓中一般指的是先炸後炆的色澤红潤的雞爪，上桌前先盛於小碟，裝在竹製的蒸籠裡面蒸熱備售。另有一味白雲鳳爪，则是採用製作白雲猪手的方法来製作的鳳爪。而與花生眉豆同炆亦是常見的食制。還有的是以油鹽水製的鳳爪、以沙薑未製的沙薑鳳爪、廣東鹵水鳳爪、鹽焗鳳爪；更有泰式酸辣鳳爪等等。